# Éditions Gallimard
Éditions Gallimard es una editorial independiente francesa, fundada por Gaston Gallimard y dirigida por Antoine Gallimard.
Desde 1930, se encuentra ubicada en la calle Sébastien Bottin, número 5, en el VII Distrito de París.

## Historia

### Los comienzos
El 31 de mayo de 1911, Gaston Gallimard se hizo cargo de la dirección de las ediciones de La Nouvelle Revue Française (NRF), luego del pedido de sus creadores: André Gide y Jean Schlumberger. Gide y Paul Claudel inauguraron la nueva editorial. Luego, otros grandes nombres de la literatura francesa vendrían a engrosar el catálogo: Marcel Proust, Jules Supervielle, André Malraux, Antoine de Saint-Exupéry, etc.
En 1913, después de una lectura superficial, André Gide rechazó el manuscrito de En busca del tiempo perdido, mientras que Bernard Grasset aceptó publicarlo a cargo del autor. Una vez publicado, el primer tomo, Por el camino de Swann, encontró una buena acogida de la crítica. Gaston Gallimard buscó entonces tentar a Marcel Proust para que se pasase a su editorial, cosa que finalmente lograría en 1917. Este episodio marcó el comienzo de una larga rivalidad entre los dos editores.
En 1919, la editorial se separó de la NRF y se transformó en una sociedad anónima: la Librairie Gallimard, que conoció rápidamente su primer gran éxito comercial con el Premio Goncourt obtenido por A la sombra de las muchachas en flor. Comenzó entonces a publicar libros muy populares, como los de la colección Les chefs-d’œuvre du roman d’aventures, que le permitieron compensar las pérdidas engendradas por la literatura pura.
A partir de 1921, Gaston Gallimard creó un comité de lectura para validar la calidad de los textos ofrecidos para la publicación. Entre los miembros de ese comité hubo autores de renombre, como Benjamin Crémieux, Jean Paulhan, Louis-Daniel Hirsch o, algunos años más tarde, André Malraux, Raymond Queneau y Jean Grosjean.

### Una rápida expansión
Gaston Gallimard tejió poco a poco una red de relaciones con el fin de descubrir nuevos autores franceses y extranjeros, o bien de lograr que firmasen con su editorial, en el caso de que algún competidor se le hubiera adelantado. Cultivando la amistad de los jurados, se dedicó también a monopolizar los premios literarios (en quince años obtuvo la mitad de los premios Goncourt).
En 1932, Gallimard realizó un acuerdo de distribución exclusiva con Messageries Hachette, lo que les aseguró a sus libros una buena visibilidad en las mesas de las librerías. En 1933, Éditions de la Pléiade, fundada por Jacques Schiffrin con la colaboración de Charles du Bos, fue integrada a Éditions Gallimard y se transformó en la colección Bibliothèque de la Pléiade. De todas formas, Schiffrin siguió siendo el director hasta la Segunda Guerra Mundial. Este acontecimiento marcó un período de multiplicación y de consolidación de las colecciones.
Durante el gobierno del Frente Popular, la editorial fue víctima de un atentado, probablemente financiado por los Croix-de-feu.

### La ocupación alemana y la posguerra
Después del armisticio de 1940, Gaston Gallimard tuvo que ceder la dirección de la NRF a Pierre Drieu La Rochelle, autor fascista militante. La actitud de Gallimard durante la guerra es ambigua. Acogió en sus oficinas reuniones clandestinas de Les Lettres françaises, fundada por Jacques Decour y Jean Paulhan, pero publicó traducciones de clásicos alemanes, como Goethe, para congraciarse con los ocupantes. Rechazó con habilidad el panfleto de Lucien Rebatet Les Décombres, pero no dudó, en su proposición de compra de Éditions Calmann-Lévy, en declarar a su editorial «aria de capital ario». El suicidio de Drieu La Rochelle y el apoyo de muchos escritores le permitieron proteger la librería Gallimard de la depuración que siguió al fin de la guerra. Cargada de todos los pecados, a la NRF se le prohibió continuar publicando.
Al terminar la guerra, Gaston Gallimard intentó volver a dar a su editorial el dinamismo al cual estaba habituada. Nacieron entonces las colecciones «modernas»:
- Série noire, dirigida por Marcel Duhamel
- Croix du Sud, dirigida por Roger Caillois
- Espoir, dirigida por Albert Camus

### La era de Claude Gallimard
Éditions Gallimard marcó la escena literaria de posguerra publicando a las vanguardias (Nathalie Sarraute, Maurice Blanchot, Georges Bataille) y a numerosos escritores que marcaron los años 1950 (Jean Genet, Eugène Ionesco, Jacques Prévert). Los premios literarios se multiplicaron y la editorial exploró todos los dominios de la creación literaria.
Claude Gallimard, el hijo de Gaston, deseaba modernizar la editorial. Hizo entrar nuevos dirigentes a la sociedad, desarrolló el departamento de libros de arte en colaboración con André Malraux y el de ciencias humanas, asociándose con Pierre Nora. A lo largo de los años 1960, Éditions Gallimard continuó atrayendo a los más grandes nombres de la literatura francesa y extranjera: Modiano, Le Clézio, Kundera, etc.

### El desarrollo del grupo Gallimard
Preocupado por permanecer en el primer plano de la escena editorial, Claude Gallimard sentó las bases del grupo Gallimard mediante la compra de varias editoriales:
- Tel, en 1949
- Éditions Denoël, en 1951
- La Table Ronde, en 1957
- Le Mercure de France, en 1958
- Éditions P.O.L, en 2003
- Grupo Flammarion, en 2012
- Les Éditions de Minuit en 2021

En 1970, puso fin al contrato que lo ligaba a Hachette y, un año más tarde, fundó sus filiales de difusión (el CDE) y de distribución (la SODIS).

### Los años de los libros de bolsillo
En los años 1960 aparecen las primeras ideas de una explotación del fondo editorial: es la época de los primeros libros de bolsillo, que aparecen con la creación de las colecciones Idées en 1962 y Poésie Gallimard en 1966. En 1972 apareció la colección Folio, colección mayor que ofrecerá nuevas perspectivas al catálogo literario de la editorial.

### Gallimard hoy
El 15 de enero de 1976, murió Gaston Gallimard y Claude asumió la presidencia de la editorial, donde permaneció hasta 1988, cuando dejó la dirección a su hijo Antoine, actual presidente.
40 escritores han obtenido el Premio Nobel. 37 escritores han obtenido el Premio Goncourt.